# Alfonso Medina, Veracruz
Alfonso Medina är en ort i Mexiko.   Den ligger i kommunen Las Choapas och delstaten Veracruz, i den sydöstra delen av landet, 600 km öster om huvudstaden Mexico City. Alfonso Medina ligger 43 meter över havet och antalet invånare är 123.
Terrängen runt Alfonso Medina är kuperad åt sydost, men åt nordväst är den platt. Runt Alfonso Medina är det ganska glesbefolkat, med 29 invånare per kvadratkilometer. Närmaste större samhälle är Nueva Tabasqueña, 12,7 km nordost om Alfonso Medina. I omgivningarna runt Alfonso Medina växer i huvudsak städsegrön lövskog.